# جليل رسولي
جليل رسولي (و. 1947 م) هو خطاط ، من أهل إيران.
ولد في همدان ودرس فيها وفي طهران. في عام 1968 م تعرف على حسن مير خاني وتتلمذ عليه حتى عام 1972 م، ومنحه المير خاني لقب «الأستاذ» سنة 1988 م. عُرضت لوحاته في عدة معارض عالميّة، وهو فنان متخصص في خط النستعليق، والخط المكسر الشكسته.

## وصلات خارجية
- موقع جليل رسولي